# (21581) Ernestoruiz
(21581) Ernestoruiz est un astéroïde de la ceinture principale.

## Description
(21581) Ernestoruiz est un astéroïde de la ceinture principale. Il fut découvert le 17 septembre 1998 à la station Anderson Mesa par le programme LONEOS. Il présente une orbite caractérisée par un demi-grand axe de 3,02 UA, une excentricité de 0,05 et une inclinaison de 9,7° par rapport à l'écliptique.